# Anna-Lena Grönefeld
Anna-Lena Grönefeld (Nordhorn, 1985. június 4. –) német hivatásos teniszezőnő, vegyes párosban kétszeres Grand Slam-tornagyőztes, junior egyéni és páros Grand Slam-győztes, olimpikon.
2003–2019 közötti profi pályafutása során, egy egyéni és tizenhét páros WTA-tornát nyert meg. Az egyéni címet 2006-ban szerezte Acapulcóban, a döntőben Flavia Pennettát legyőzve. Emellett egy WTA 125K-, valamint 12 egyéni és 6 ITF-tornagyőzelemmel rendelkezik.
Juniorként 2002-ben párosban, 2003-ban egyéniben megnyerte a lányok versenyét a Roland Garroson. Felnőttként a Grand Slam-tornákon a legjobb eredményét egyéniben a 2006-os Roland Garroson érte el, ahol a negyeddöntőben Justine Henintől kapott ki. Párosban hét alkalommal is elődöntőt játszott: 2006-ban és 2015-ben az Australian Openen, 2005-ben, 2013-ban és 2017-ben Wimbledonban, valamint 2005-ben és 2015-ben a US Openen. Vegyes párosban 2009-ben Wimbledonban és 2014-ben a Roland Garroson szerzett tornagyőzelmet. Legelőkelőbb egyéni világranglista-helyezése 14. volt, ezt 2006. április 17-én érte el, párosban a 7. helyen állt 2006. március 6-án. A 2012-es szezontól csak párosban lépett pályára.
2004–2016 között 34 mérkőzést játszott Németország Fed-kupa-válogatottjának tagjaként. Németország színeiben vett részt a 2012-es londoni és a 2016-os riói olimpia női páros versenyén.
2019 decemberében jelentette be a profi tenisztől való visszavonulását.

## Junior Grand Slam-döntői

### Egyéni

#### Győzelmei (1)
| Év   | Bajnokság     | Borítás | Ellenfél      | Eredmény |
| ---- | ------------- | ------- | ------------- | -------- |
| 2003 | Roland Garros | Salak   | Vera Dusevina | 6–4, 6–4 |

### Páros

#### Győzelmei (1)
| Év   | Bajnokság     | Borítás | Partner          | Ellenfél                          | Eredmény |
| ---- | ------------- | ------- | ---------------- | --------------------------------- | -------- |
| 2002 | Roland Garros | Salak   | Barbora Strýcová | Hszie Su-vej Szvetlana Kuznyecova | 7–5, 7–5 |

## WTA-döntői

### Egyéni

#### Győzelmei (1)
| Összesítés           |                        |
| Grand Slam-torna (0) |                        |
| Tier I (0)           | Premier Mandatory* (0) |
| Tier II (0)          | Premier Five* (0)      |
| Tier III (0)         | Premier* (0)           |
| Tier IV (1)          | International* (0)     |
| Tier V (0)           | Challenger* (0)        |

* 2009-től megváltozott a tornák rendszere. Challenger tornákat 2012-től rendeznek.
 Az egymás mellett azonos színnel jelölt tornatípusok között nincs teljes mértékű megfelelés.
|    | Dátum             | Torna                             | Borítás | Ellenfél a döntőben | Eredmény a döntőben |
| 1. | 2006. február 27. | Abierto Mexicano Telcel, Acapulco | Salak   | Flavia Pennetta     | 6–1, 4–6, 6–2       |

#### Elvesztett döntői (3)
|    | Dátum                | Torna                            | Borítás. | Eredmény a döntőben | Ellenfél a döntőben |
| 1. | 2005. január 31.     | PTT Pattaya Open, Pattaja        | Kemény   | Conchita Martínez   | 3–6, 6–3, 3–6       |
| 2. | 2005. szeptember 19. | China Open, Peking               | Kemény   | Marija Kirilenko    | 3–6, 4–6            |
| 3. | 2005. szeptember 26. | Fortis Championships, Luxembourg | Kemény   | Kim Clijsters       | 2–6, 4–6            |

### Páros

#### Győzelmei (17)
| Összesítés           |                        |
| Grand Slam-torna (0) |                        |
| Tier I (1)           | Premier Mandatory* (0) |
| Tier II (3)          | Premier Five* (0)      |
| Tier III (3)         | Premier* (4)           |
| Tier IV (1)          | International* (5)     |
| Tier V (0)           | Challenger* (0)        |

* 2009-től megváltozott a tornák rendszere.
 Az egymás mellett azonos színnel jelölt tornatípusok között nincs teljes mértékű megfelelés.
|     | Dátum                | Torna                                             | Borítás    | Partner             | Ellenfelek a döntőben                    | Eredmény a döntőben | Eredmény a döntőben |
| 1.  | 2005. január 31.     | PTT Pattaya Open, Pattaja                         | Kemény     | Marion Bartoli      | Marta Domachowska Silvija Talaja         | 6–3, 6–2            |                     |
| 2.  | 2005. augusztus 15.  | Rogers Cup, Toronto                               | Kemény     | Martina Navratilova | Conchita Martínez Virginia Ruano Pascual | 5–7, 6–3, 6–4       |                     |
| 3.  | 2005. szeptember 12. | Wismilak International, Bali                      | Kemény     | Meghann Shaughnessy | Jen Ce Cseng Csie                        | 6–3, 6–3            |                     |
| 4.  | 2006. február 27.    | Abierto Mexicano Telcel, Acapulco                 | Salak      | Meghann Shaughnessy | Aszagoe Sinobu Émilie Loit               | 6–1, 6–3            |                     |
| 5.  | 2006. július 24.     | Bank of the West Classic, Stanford                | Kemény     | Sahar Peér          | Maria Elena Camerin Gisela Dulko         | 6–1, 6–4            |                     |
| 6.  | 2007. január 7.      | Medibank International, Sydney                    | Kemény     | Meghann Shaughnessy | Marion Bartoli Meilen Tu                 | 6–3, 3–6, 7–6       |                     |
| 7.  | 2008. szeptember 29. | Porsche Tennis Grand Prix, Stuttgart              | Kemény     | Patty Schnyder      | Květa Peschke Rennae Stubbs              | 6–2, 6–4            |                     |
| 8.  | 2008. október 27.    | Bell Challenge, Québec                            | Kemény     | Vania King          | Jill Craybas Tamarine Tanasugarn         | 7–6, 6–4            |                     |
| 9.  | 2009. január 4.      | Brisbane International, Brisbane                  | Kemény     | Vania King          | Klaudia Jans-Ignacik Alicja Rosolska     | 3–6, 7–5, [10–5]    |                     |
| 10. | 2009. október 12.    | Generali Ladies Linz, Linz                        | Kemény     | Katarina Srebotnik  | Klaudia Jans-Ignacik Alicja Rosolska     | 6–1, 6–4            |                     |
| 11. | 2010. augusztus 2.   | e-Boks Sony Ericsson Open, Koppenhága             | Kemény     | Julia Görges        | Vitalija Gyjacsenko Taccjana Pucsak      | 6–4, 6–4            |                     |
| 12. | 2012. október 14.    | Generali Ladies Linz, Linz                        | Kemény (f) | Květa Peschke       | Julia Görges Barbora Záhlavová-Strýcová  | 6–3, 6–4            | (részletek)         |
| 13. | 2013. május 25.      | Brussels Open, Brüsszel, Belgium                  | Salak      | Květa Peschke       | Gabriela Dabrowski Sahar Peér            | 6–0, 6–3            |                     |
| 14. | 2014. február 2.     | Open GDF Suez, Párizs, Franciaország              | Kemény (f) | Květa Peschke       | Babos Tímea Kristina Mladenovic          | 6–7(7), 6–4, [10–5] |                     |
| 15. | 2017. május 5.       | J&T Banka Prague Open, Prága, Csehország          | Salak      | Květa Peschke       | Lucie Hradecká Kateřina Siniaková        | 6–4, 7–6(3)         |                     |
| 16. | 2018. április 29.    | Porsche Tennis Grand Prix, Stuttgart, Németország | Salak (f)  | Raquel Atawo        | Nivole Melichar Květa Peschke            | 6–4, 6–7(5), [10–5] |                     |
| 17. | 2019. április 7.     | WTA Charleston, Charleston, Egyesült Államok      | Salak      | Alicja Rosolska     | Irina Hromacsova Veronyika Kugyermetova  | 7–6(7), 6–2         |                     |

#### Elveszített döntői (27)
|     | Dátum                | Torna                                                 | Borítás    | Partner              | Ellenfelek a döntőben                     | Eredmény a döntőben | Eredmény a döntőben |
| 1.  | 2004. augusztus 8.   | Nordea Nordic Light Open, Stockholm, Svédország       | Kemény     | Emmanuelle Gagliardi | Alicia Molik Barbara Schett               | 3–6, 3–6            |                     |
| 2.  | 2004. augusztus 15.  | Odlum Brown Vancouver Open, Vancouver, Kanada         | Kemény     | Els Callens          | Bethanie Mattek Abigail Spears            | 3–6, 3–6            |                     |
| 3.  | 2004. augusztus 22.  | Western & Southern Open, Cincinnati, Egyesült Államok | Kemény     | Emmanuelle Gagliardi | Marlene Weingärtner Jill Craybas          | 5–7, 6–7(2)         |                     |
| 4.  | 2004. október 10.    | Porsche Tennis Grand Prix, Filderstadt, Németország   | Kemény (f) | Julia Schruff        | Cara Black Rennae Stubbs                  | 3–6, 2–6            |                     |
| 5.  | 2006. augusztus 9.   | Acura Classic, San Diego, Egyesült Államok            | Kemény     | Meghann Shaughnessy  | Cara Black Rennae Stubbs                  | 2–6, 2–6            |                     |
| 6.  | 2006. augusztus 15.  | Canada Masters, Montreal, Kanada                      | Kemény     | Cara Black           | Martina Navratilova Nagyja Petrova        | 1–6, 2–6            |                     |
| 7.  | 2006. október 1.     | BGL Luxembourg Open, Luxembourg, Luxemburg            | Kemény (f) | Liezel Huber         | Květa Peschke Francesca Schiavone         | 6–2, 4–6, 1–6       |                     |
| 8.  | 2008. október 19.    | Zürich Open, Zürich, Svájc                            | Kemény (f) | Patty Schnyder       | Cara Black Liezel Huber                   | 1–6, 6–7(3)         |                     |
| 9.  | 2010. március 7.     | Monterrey Open, Monterrey, Mexikó                     | Kemény     | Vania King           | Iveta Benešová Barbora Záhlavová-Strýcová | 6–3, 4–6, [8–10]    |                     |
| 10. | 2011. március 6.     | Monterrey Open, Monterrey, Mexikó                     | Kemény     | Vania King           | Iveta Benešová Barbora Záhlavová-Strýcová | 7–6(8), 2–6, [6–10] |                     |
| 11. | 2011. október 16.    | Generali Ladies Linz, Linz, Ausztria                  | Kemény (f) | Julia Görges         | Marina Eraković Jelena Vesznyina          | 5–7, 1–6            |                     |
| 12. | 2012. február 2.     | Open GDF Suez, Párizs, Franciaország                  | Kemény (f) | Petra Martić         | Liezel Huber Lisa Raymond                 | 6–7(3), 1–6         |                     |
| 13. | 2012. április 29.    | Porsche Tennis Grand Prix, Stuttgart, Németország     | Salak      | Julia Görges         | Iveta Benešová Barbora Záhlavová-Strýcová | 4–6, 5–7            |                     |
| 14. | 2012. június 17      | Gastein Ladies, Bad Gastein, Ausztria                 | Salak      | Petra Martić         | Jill Craybas Julia Görges                 | 7–6(4), 4–6, [9–11] |                     |
| 15. | 2012. szeptember 30. | Toray Pan Pacific Open, Tokió, Japán                  | Kemény     | Květa Peschke        | Raquel Kops-Jones Abigail Spears          | 1–6, 4–6            |                     |
| 16. | 2013. január 5.      | Brisbane International, Brisbane, Ausztrália          | Kemény     | Květa Peschke        | Bethanie Mattek-Sands Szánija Mirza       | 6–4, 4–6, [7–10]    |                     |
| 17. | 2013. június 15.     | Nürnberger Versicherungscup, Nürnberg, Németország    | Salak      | Květa Peschke        | Raluca Olaru Valerija Szolovjova          | 6–2, 6–7(3), [9–11] |                     |
| 18. | 2013. augusztus 11.  | Rogers Cup, Toronto, Kanada                           | Kemény     | Květa Peschke        | Jelena Janković Katarina Srebotnik        | 7–5, 2–6, [6–10]    |                     |
| 19. | 2013. augusztus 18.  | Western & Southern Open, Cincinnati, Egyesült Államok | Kemény     | Květa Peschke        | Hszie Su-vej Peng Suaj                    | 6–2, 3–6, [10–12]   |                     |
| 20. | 2016. október 16.    | Linz Open, Linz, Ausztria                             | Kemény (f) | Květa Peschke        | Kiki Bertens Johanna Larsson              | 6–4, 2–6, [7–10]    |                     |
| 21. | 2017. augusztus 13.  | Rogers Cup, Montréal, Kanada                          | Kemény     | Květa Peschke        | Jekatyerina Makarova Jelena Vesznyina     | 0–6, 4–6            |                     |
| 22. | 2018. október 14.    | Ladies Linz, Linz                                     | Kemény (f) | Raquel Atawo         | Kirsten Flipkens Johanna Larsson          | 6–4, 4–6, [5–10]    |                     |
| 23. | 2019. január 12.     | Qatar Total Open, Doha                                | Kemény     | Demi Schuurs         | Csan Hao-csing Latisha Chan               | 1–6, 6–3, [6–10]    |                     |
| 24. | 2019. május 19.      | Internazionali BNL d'Italia, Róma                     | Salak      | Demi Schuurs         | Viktorija Azaranka Ashleigh Barty         | 6–4, 0–6, [3–10]    |                     |
| 25. | 2019. június 23.     | Nature Valley Open, Birmingham                        | Fű         | Demi Schuurs         | Hszie Su-vej Barbora Strýcová             | 4–6, 7–6(4), [8–10] |                     |
| 26. | 2019. augusztus 11.  | Rogers Cup, Toronto, Kanada                           | Kemény     | Demi Schuurs         | Barbora Krejčíková Kateřina Siniaková     | 5–7, 0–6            |                     |
| 27. | 2019. augusztus 17.  | Cincinnati Masters, Cincinnati, Egyesült Államok      | Kemény     | Demi Schuurs         | Lucie Hradecká Andreja Klepač             | 4–6, 1–6            |                     |

## WTA 125K-döntői

### Páros: 1 (1–0)
| Eredmény | No. | Dátum             | Torna                                     | Borítás | Partner         | Ellenfelek a döntőben                    | Eredmény |
| -------- | --- | ----------------- | ----------------------------------------- | ------- | --------------- | ---------------------------------------- | -------- |
| Győztes  | 1.  | 2016. március 19. | San Antonio Open, San Antonio, Texas, USA | Kemény  | Nicole Melichar | Klaudia Jans-Ignacik Anastasia Rodionova | 6–1, 6–3 |

## Eredményei Grand Slam-tornákon

### Egyéniben
| Grand Slam | Australian Open | Australian Open   | Roland Garros | Roland Garros    | Wimbledon      | Wimbledon         | US Open        | US Open         |
| Év         | Eredmény        | Utolsó ellenfél   | Eredmény      | Utolsó ellenfél  | Eredmény       | Utolsó ellenfél   | Eredmény       | Utolsó ellenfél |
| 2003       | –               | –                 | –             | –                | –              | –                 | Selejtező (Q2) | Selejtező (Q2)  |
| 2004       | Selejtező (Q3)  | Selejtező (Q3)    | 2. kör        | Jelena Bovina    | 1. kör         | T Tanasugarn      | 1. kör         | Els Callens     |
| 2005       | 3. kör          | Vera Dusevina     | 3. kör        | F Schiavone      | 1. kör         | Jane O'Donoghue   | 3. kör         | Amélie Mauresmo |
| 2006       | 2. kör          | M Sánchez Lorenzo | Negyeddöntő   | J Henin-Hardenne | 1. kör         | Cvetana Pironkova | 1. kör         | Aravane Rezaï   |
| 2007       | 2. kör          | Ashley Harkleroad | 1. kör        | M Johansson      | 1. kör         | Nika Ožegović     | –              | –               |
| 2008       | –               | –                 | –             | –                | –              | –                 | 4. kör         | Gy Szafina      |
| 2009       | 1. kör          | Elena Baltacha    | 2. kör        | Gisela Dulko     | 1. kör         | Szánija Mirza     | 1. kör         | Cseng Csie      |
| 2010       | 1. kör          | Roberta Vinci     | –             | –                | 1. kör         | Melanie Oudin     | Selejtező (Q2) | Selejtező (Q2)  |
| 2011       | Selejtező (Q2)  | Selejtező (Q2)    | –             | –                | Selejtező (Q1) | Selejtező (Q1)    | Selejtező (Q1) | Selejtező (Q1)  |

### Párosban
| Grand Slam | Australian Open             | Australian Open                | Roland Garros              | Roland Garros                       | Wimbledon                 | Wimbledon                             | US Open                  | US Open                                |
| Év         | Eredmény Partner            | Utolsó ellenfél                | Eredmény Partner           | Utolsó ellenfél                     | Eredmény Partner          | Utolsó ellenfél                       | Eredmény Partner         | Utolsó ellenfél                        |
| 2004       | –                           | –                              | –                          | –                                   | –                         | –                                     | 2. kör E Gagliardi       | Sz Kuznyecova J Lihovceva              |
| 2005       | 3. kör Marion Bartoli       | Eléni Danjilídu Nicole Pratt   | 3. kör Marion Bartoli      | Lisa Raymond Rennae Stubbs          | Elődöntő M Navratilova    | Sz Kuznyecova Amélie Mauresmo         | Elődöntő M Navratilova   | J Gyementyjeva Flavia Pennetta         |
| 2006       | Elődöntő M Shaughnessy      | Lisa Raymond Samantha Stosur   | 2. kör M Shaughnessy       | Janette Husárová Szánija Mirza      | Negyeddöntő M Shaughnessy | Juliana Fedak T Perebijnisz           | 2. kör M Shaughnessy     | Ana Ivanović M Kirilenko               |
| 2007       | Negyeddöntő M Shaughnessy   | Lisa Raymond Samantha Stosur   | 1. kör Paola Suárez        | Michaëlla Krajicek A Radwańska      | 2. kör Tatjana Malek      | Sz Kuznyecova Nagyja Petrova          | –                        | –                                      |
| 2008       | –                           | –                              | –                          | –                                   | –                         | –                                     | 3. kör Patty Schnyder    | Dominika Cibulková Virginie Razzano    |
| 2009       | Negyeddöntő Patty Schnyder  | Casey Dellacqua F Schiavone    | Negyeddöntő Patty Schnyder | A Medina Garrigues V Ruano Pascual  | Negyeddöntő Vania King    | Serena Williams Venus Williams        | 3. kör Patty Schnyder    | B Mattek-Sands Nagyja Petrova          |
| 2010       | 2. kör Vania King           | V Azaranka Sz Kuznyecova       | –                          | –                                   | –                         | –                                     | 3. kör Julia Görges      | Cara Black Anastasia Rodionova         |
| 2011       | 3. kör Patty Schnyder       | Csuang Csia-zsung Hszie Su-vej | 2. kör Patty Schnyder      | Gisela Dulko Flavia Pennetta        | 2. kör Kristina Barrois   | Iveta Benešová B Záhlavová-Strýcová   | 2. kör Kristina Barrois  | Daniela Hantuchová Agnieszka Radwańska |
| 2012       | 1. kör Kristina Barrois     | Vania King J Svedova           | 2. kör Petra Martić        | Andrea Hlaváčková Lucie Hradecká    | 3. kör Petra Martić       | Liezel Huber Lisa Raymond             | 1. kör Petra Martić      | Anastasia Rodionova G Voszkobojeva     |
| 2013       | 2. kör Květa Peschke        | Jelena Janković M Lučić-Baroni | 2. kör Květa Peschke       | Cara Black Marina Eraković          | Elődöntő Květa Peschke    | Ashleigh Barty Casey Dellacqua        | 3. kör Květa Peschke     | Szánija Mirza Cseng Csie               |
| 2014       | 2. kör M Lučić-Baroni       | Eugenie Bouchard Vera Dusevina | 1. kör Julia Görges        | Dominika Cibulková Kirsten Flipkens | Negyeddöntő Julia Görges  | Andrea Petković M Rybáriková          | 1. kör Julia Görges      | Vania King Lisa Raymond                |
| 2015       | Elődöntő Julia Görges       | B Mattek-Sands Lucie Šafářová  | 2. kör A Panova            | Karin Knapp Roberta Vinci           | 3. kör Coco Vandeweghe    | Hszie Su-vej Flavia Pennetta          | Elődöntő Coco Vandeweghe | Casey Dellacqua J Svedova              |
| 2016       | Negyeddöntő Coco Vandeweghe | Martina Hingis Szánija Mirza   | 1. kör Květa Peschke       | Julia Görges Karolína Plíšková      | Negyeddöntő Květa Peschke | Raquel Atawo Abigail Spears           | 1. kör Květa Peschke     | Martina Hingis Coco Vandeweghe         |
| 2017       | 3. kör Květa Peschke        | Ashleigh Barty Casey Dellacqua | 1. kör Květa Peschke       | Myrtille Georges Chloé Paquet       | Elődöntő Květa Peschke    | J Makarova J Vesznyina                | 1. kör Květa Peschke     | Csuang Csia-zsng Doi Miszaki           |
| 2018       | 3. kör Raquel Atawo         | Hszie Su-vej Peng Suaj         | 2. kör Raquel Atawo        | Eri Hozumi Makoto Ninomiya          | 2. kör Raquel Atawo       | Tatjana Maria Heather Watson          | 3. kör Raquel Atawo      | Babos Tímea Kristina Mladenovic        |
| 2019       | 1. kör Vania King           | Aojama Súko L Marozava         | 2. kör Demi Schuurs        | Tuan Jing-jing Cseng Szaj-szaj      | Negyeddöntő Demi Schuurs  | Barbora Krejčíková Kateřina Siniaková | 2. kör Demi Schuurs      | Alexa Guarachi Bernarda Pera           |

## Év végi világranglista-helyezései
| Év     | 2002 | 2003 | 2004 | 2005 | 2006 | 2007 | 2008 | 2009 | 2010 | 2011 | 2012 | 2013 | 2014 | 2015 | 2016 | 2017 | 2018 | 2019 |
| Egyéni | 561. | 120. | 75.  | 21.  | 19.  | 205. | 77.  | 67.  | 169. | 263. | –    | –    | –    | –    | –    | –    | –    | –    |
| Páros  | 931. | 264. | 47.  | 11.  | 11.  | 52.  | 56.  | 25.  | 56.  | 53.  | 18.  | 15.  | 35.  | 22.  | 28.  | 21.  | 26.  | 11.  |